# Cecil Bevan
Cecil Bevan foi um ator de teatro e cinema britânico.

## Filmografia selecionada
- The Old Curiosity Shop (1921)
- The Crimes of Stephen Hawke (1936)
- It's Never Too Late to Mend (1937)
- Paradise for Two (1937)
- Inspector Hornleigh (1939)
- Inspector Hornleigh on Holiday (1939)
- Let the People Sing (1942)
- English Without Tears (1944)
- Waltz Time (1945)
- The Blind Goddess (1948)
- Night Was Our Friend (1951)